# Luke Mbete
Luke Mbete-Tabu (Westminster, 18 de septiembre de 2003) es un futbolista británico que juega en la demarcación de defensa para el Northampton Town F. C. de la League One.

## Trayectoria
Tras formarse en las categorías inferiores del Brentford F. C., finalmente se marchó al Manchester City. El 21 de septiembre de 2021 debutó con el primer equipo en un partido de la Copa de la Liga contra el Wycombe Wanderers F. C. que finalizó con un resultado de 6-1 tras el gol de Brandon Hanlan para el Wycombe, y de Cole Palmer, Kevin De Bruyne, Phil Foden, Ferran Torres y un doblete de Riyad Mahrez para el Manchester City. Disputó dos encuentros más antes de ser cedido el 1 de septiembre de 2022 al Huddersfield Town A. F. C. Esta cesión terminó en el mes de enero para que completara la temporada en el Bolton Wanderers F. C. La siguiente volvió a ser prestado, marchándose esta vez a los Países Bajos para jugar en el F. C. Den Bosch. Allí disputó 24 partidos, en los que marcó dos goles y dio una asistencia, y la campaña 2024-25 fue cedido al Northampton Town F. C.

## Clubes
| Club                                | País         | Año       | Partidos | Goles |
| ----------------------------------- | ------------ | --------- | -------- | ----- |
| Manchester City F. C.               | Inglaterra   | 2021-2022 | 3        | 0     |
| Huddersfield Town A. F. C. (cedido) | Alemania     | 2022-2023 | 6        | 0     |
| Bolton Wanderers F. C. (cedido)     | Inglaterra   | 2023      | 9        | 1     |
| F. C. Den Bosch (cedido)            | Países Bajos | 2023-2024 | 24       | 2     |
| Northampton Town F. C. (cedido)     | Inglaterra   | 2024-     | 14       | 0     |

## Palmarés

### Títulos nacionales
| Título     | Club                   | País       | Año  |
| ---------- | ---------------------- | ---------- | ---- |
| EFL Trophy | Bolton Wanderers F. C. | Inglaterra | 2023 |